# Кристална дворана
Кристална дворана је вишенаменска спортска дворана у Зрењанину, Србија. Капацитет дворане је 2.800 места. Користе је КК Пролетер Нафтагас, РК Пролетер, као и други спортски клубови из Зрењанина.

## Историја
Градња хале је почела крајем 2006, а свечано је отворена 30. јуна 2009, а грађена је за потребе Универзијаде 2009. Трошкови изградње су били око 720 милиона динара, а финансирали су је „Фонд за капитална улагања Војводине“ и Град Зрењанин.
Током Летње универзијаде 2009. дворана је била домаћин неколико кошаркашких утакмица. Након Универзијаде следило је Кадетско европско првенство у рвању одржано од 20. до 26. јула 2009. са преко 600 учесника. На Европском првенству у одбојци за жене 2011. Кристална дворана је била домаћин групи Ц, коју су чинили Израел, Чешка, Пољска и Румунија.
У Кристалној дворани су одигране утакмице Европског првенства у кошарци за жене 2019. године.